# Okręg Korpusu Nr IX
Okręg Korpusu Nr IX (OK IX) – okręg wojskowy Wojska Polskiego II RP w latach 1921–1939 z siedzibą dowództwa w Brześciu.

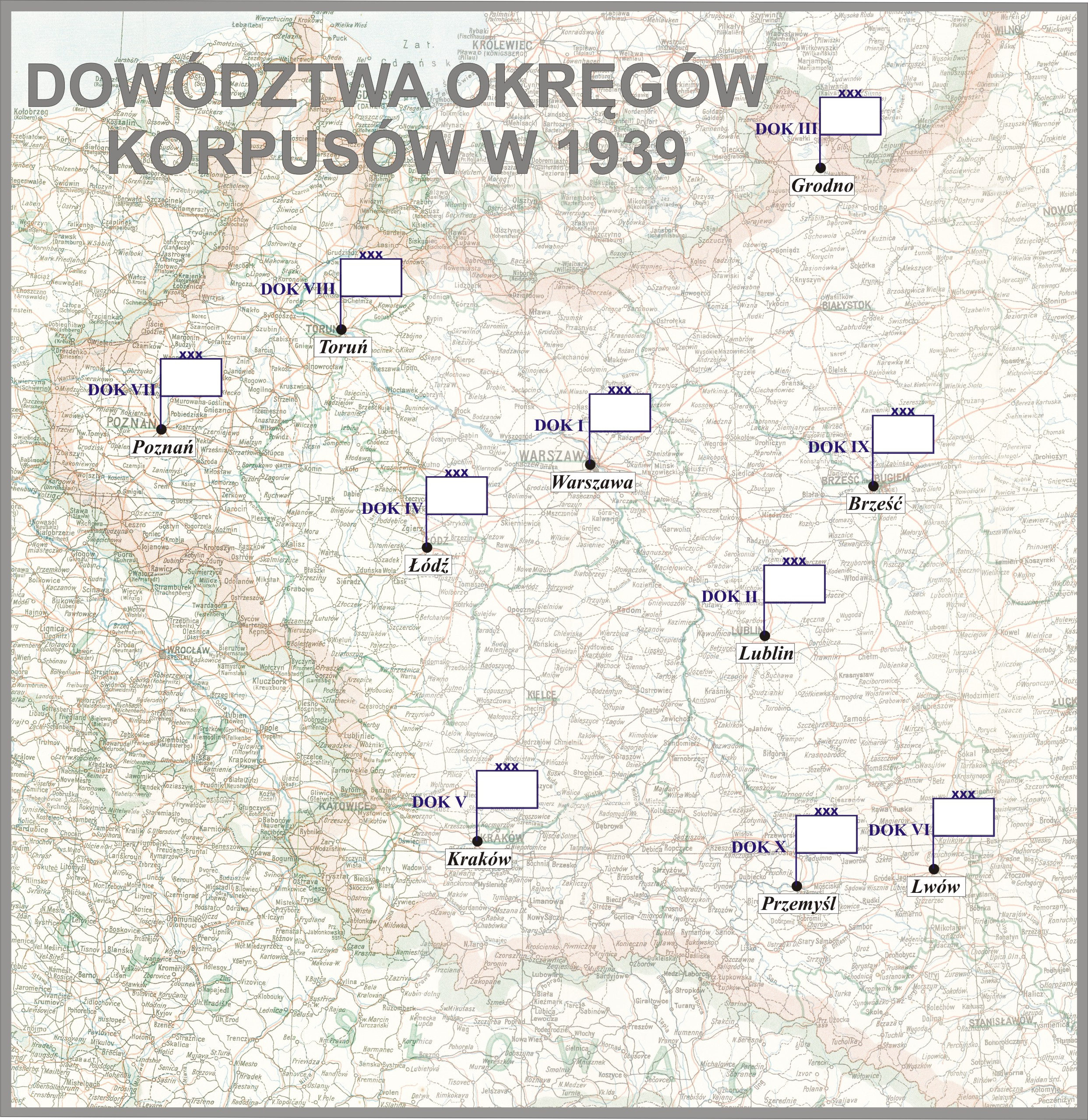
DOK w 1939

## Zasięg terytorialny okręgu w 1939 roku
W 1939 roku Okręg Korpusu Nr IX obejmował swoim zasięgiem województwo poleskie bez powiatu koszyrskiego (rejon uzupełnień Kowel), województwo nowogródzkie bez powiatów: lidzkiego, szczuczyńskiego i wołożyńskiego (rejon uzupełnień Lida) oraz północno-wschodnią część województwa lubelskiego (powiaty: siedlecki, bialski, włodawski, łukowski i radzyński), a także powiat bielski z województwa białostockiego.
| Nazwa Komendy Rejonu Uzupełnień | Rejon uzupełnień   | Województwo  | Województwo |  |
| ------------------------------- | ------------------ | ------------ | ----------- |  |
| KRU Baranowicze                 | powiat baranowicki | nowogródzkie |             |  |
| KRU Baranowicze                 | powiat nieświeski  | nowogródzkie |             |  |
| KRU Baranowicze                 | powiat stołpecki   | nowogródzkie |             |  |
| KRU Nowogródek                  | powiat nowogródzki | nowogródzkie |             |  |
| KRU Słonim                      | powiat słonimski   | nowogródzkie |             |  |
| KRU Bielsk Podlaski             | powiat bielski     | białostockie |             |  |
| KRU Siedlce                     | powiat siedlecki   | lubelskie    |             |  |
| KRU Siedlce                     | powiat bielski     | lubelskie    |             |  |
| KRU Biała Podlaska              | powiat bialski     | lubelskie    |             |  |
| KRU Biała Podlaska              | powiat włodawski   | lubelskie    |             |  |
| KRU Łuków                       | powiat łukowski    | lubelskie    |             |  |
| KRU Łuków                       | powiat radzyński   | lubelskie    |             |  |
| KRU Brześć                      | powiat brzeski     | poleskie     |             |  |
| KRU Brześć                      | powiat kobryński   | poleskie     |             |  |
| KRU Łuniniec                    | powiat łuniniecki  | poleskie     |             |  |
| KRU Łuniniec                    | powiat stoliński   | poleskie     |             |  |
| KRU Pińsk                       | powiat piński      | poleskie     |             |  |
| KRU Pińsk                       | powiat drohicki    | poleskie     |             |  |
| KRU Prużana                     | powiat prużański   | poleskie     |             |  |
| KRU Prużana                     | powiat kosowski    | poleskie     |             |  |

## Wielkie jednostki, oddziały i pododdziały broni
Piechota
- Dowództwo 9 Dywizji Piechoty w Siedlcach
- Dowództwo 20 Dywizji Piechoty w Słonimie i Baranowiczach (od 1 VII 1928)
- Dowództwo 30 Dywizji Piechoty w Kobryniu

Kawaleria
- Dowództwo IX Brygady Jazdy w Baranowiczach (1921-1924)
- Dowództwo 9 Samodzielnej Brygady Kawalerii w Baranowiczach (1924-1937)
- Dowództwo Nowogródzkiej Brygady Kawalerii w Baranowiczach (1937-1939)
- Komenda Rejonu PW Konnego 9 DP w Siedlcach
- Komenda Rejonu PW Konnego 20 DP w Słonimie
- Komenda Rejonu PW Konnego 30 DP w Kobryniu

22 listopada 1927 roku minister spraw wojskowych ustanowił stanowiska 60 rejonowych inspektorów koni, w tym 6 w OK IX. Rejonowi inspektorzy koni należeli organizacyjnie do formacji nieewidencyjnych kawalerii.
- Rejonowy Inspektor Koni Brześć
- Rejonowy Inspektor Koni Prużana
- Rejonowy Inspektor Koni Baranowicze
- Rejonowy Inspektor Koni Pińsk
- Rejonowy Inspektor Koni Siedlce
- Rejonowy Inspektor Koni Biała Podlaska

Artyleria
- 9 Grupa Artylerii
- 9 pułk artylerii ciężkiej w Siedlcach i Włodawie (od 1933)

Wojska Samochodowe i Bronie Pancerne
- 9 dywizjon samochodowy w Brześciu (1921-1929) → Kadra 9 dsam
- kadra 9 dywizjonu samochodowego (1929-1934) → 4 bcz i sam. panc
- 1 dywizjon samochodów pancernych w Brześciu (1930-1931) → 4 dpanc
- 4 dywizjon pancerny w Brześciu (1931-1934) → 4 bcz i sam. panc
- 4 batalion czołgów i samochodów pancernych w Brześciu (1934-1935) → 4 bpanc
- 4 batalion pancerny w Brześciu (1935-1939)

Saperzy i Służba inżynieryjno-saperska
- 9 pułk saperów w Brześciu (1921-1929)
- 6 batalion saperów w Brześciu (1929-1939)
- 9 kompania saperów w Słonimie (1935-1937) → OSP 20 DP
- Ośrodek Sapersko-Pionierski 20 DP w Słonimie (1937-1939)
- Składnica Saperska Nr 9 w Brześciu[3]
- Kierownictwo Robót Nr 18 w Brześciu[3]
- Rezerwa podoficerów wałmistrzów przy Szefostwie Fortyfikacji Brześć[3]
- Rezerwa podoficerów wałmistrzów przy Szefostwie Fortyfikacji Baranowicze[3]

Łączność i służba łączności
- kadra 4 batalionu telegraficznego w Brześciu
- Składnica Łączności Nr 9 w Brześciu[4]

Lotnictwo
- V batalion balonowy
- posterunek meteo Brześć[5]
- posterunek meteo Pińsk[6]
- posterunek meteo Leśna[7]

Wojska Taborowe (Tabory)
- 9 dywizjon taborów w Brześciu (1921-1925) → 9 szw. tab.
- 9 szwadron taborów (1925-1930) → Kadra 9 dtab
- kadra 9 dywizjonu taborów (1930-1939)

Żandarmeria
- 9 dywizjon żandarmerii w Brześciu (1921-1939)

Obrona Przeciwlotnicza
- Centrum Wyszkolenia Obrony Przeciwlotniczej i Przeciwgazowej w Trauguttowie k. Brześcia
- Szkoła Podchorążych Artylerii Przeciwlotniczej w Trauguttowie k. Brześcia
- 9 dywizjon artylerii przeciwlotniczej (1938-1939)

## Służby
Służba uzbrojenia
- Składnica Uzbrojenia Nr 9 w Brześciu

Służba intendentury
- Składnica Materiału Intendenckiego Nr 9 w Brześciu
- Składnica Materiału Intendenckiego Nr 22 w Baranowiczach
- Składnica Materiału Intendenckiego Nr 27 w Siedlcach

Służba zdrowia
Kierownictwa rejonów sanitarnych zostały utworzone w listopadzie 1921 roku, natomiast ich likwidacja została przeprowadzona w kwietniu 1924 roku.
- Kierownictwo Rejonu Sanitarnego Baranowicze
- Kierownictwo Rejonu Sanitarnego Brześć
- Kierownictwo Rejonu Sanitarnego Siedlce

- 9 Szpital Okręgowy (1919 – 1939)

- Szpital Rejonowy Baranowicze (do VII 1924) → Szp. Rej. Słonim
  - Filia Szpitala Rejonowego Baranowicze w Słonimie (do VII 1924)
- Szpital Rejonowy Słonim (VII 1924 – 1928) → GICh
- Szpital Rejonowy Kobryń (1921-1925) → GICh
  - Filia Szpitala Rejonowego Kobryń w Pińsku (do VII 1924) → GICh
- Szpital Rejonowy Siedlce (do 1925) → GICh
- Wojskowy Szpital Sezonowy dla dzieci w Leśnej (1935-1939)

- Garnizonowa Izba Chorych Baranowicze (VII 1924 – 1939)
- Garnizonowa Izba Chorych Pińsk (VII 1924 – 1927)
- Garnizonowa Izba Chorych Kobryń (1925 – 1927)
- Garnizonowa Izba Chorych Siedlce (1925 – 1931)
- Garnizonowa Izba Chorych Słonim (1928 – 1939)

- 9 batalion sanitarny w Siedlcach, a następnie w Brześciu (1922-1931)

Służba weterynaryjna
- Szefostwo Weterynarii OK IX w Brześciu (do XI 1925)
- Naczelny lekarz weterynarii OK IX (XI 1925 – III 1929)
- Szefostwo Weterynarii OK IX w Brześciu (od IV 1929)
- Kadra Okręgowego Szpitala Koni Nr IX w Brześciu (do 1925)
- 9 Okręgowy Szpital Koni (1925-1926)

| Służba uzupełnień (poborowa) | Służba uzupełnień (poborowa) | Służba uzupełnień (poborowa)                  | Służba uzupełnień (poborowa)                  |
| Powiatowe komendy uzupełnień | Powiatowe komendy uzupełnień | Komendy rejonów uzupełnień w latach 1938–1939 | Komendy rejonów uzupełnień w latach 1938–1939 |
| w latach 1921–1930           | w latach 1930–1938           | Komendy rejonów uzupełnień w latach 1938–1939 | Komendy rejonów uzupełnień w latach 1938–1939 |
| ---------------------------- | ---------------------------- | --------------------------------------------- | --------------------------------------------- |
| PKU Baranowicze              | PKU Baranowicze              | KRU Baranowicze                               |                                               |
| PKU Biała Podlaska           | PKU Biała Podlaska           | KRU Biała Podlaska                            |                                               |
| PKU Bielsk Podlaski          | PKU Bielsk Podlaski          | KRU Bielsk Podlaski                           |                                               |
| PKU Brześć                   | PKU Brześć                   | KRU Brześć                                    |                                               |
| PKU Łuków                    | PKU Łuków                    | KRU Łuków                                     |                                               |
| PKU Łuniniec                 | PKU Łuniniec                 | KRU Łuniniec                                  |                                               |
| PKU Pińsk                    | PKU Pińsk                    | KRU Pińsk                                     |                                               |
| PKU Siedlce                  | PKU Siedlce                  | KRU Siedlce                                   |                                               |
| PKU Słonim                   | PKU Słonim                   | KRU Słonim                                    |                                               |
|                              | PKU Nowogródek               | KRU Nowogródek                                |                                               |
| PKU Prużana                  | KRU Prużana                  |                                               |                                               |

Służba sprawiedliwości
- Wojskowy Sąd Okręgowy Nr IX w Brześciu
- Prokuratura przy Wojskowym Sądzie Okręgowym Nr IX w Brześciu
- Wojskowy Sąd Rejonowy Brześć
- Wojskowy Sąd Rejonowy Baranowicze
- Wojskowy Sąd Rejonowy Siedlce
- Wojskowe Więzienie Śledcze Nr 9 w Brześciu

Służba duszpasterska
| Podział obszaru RP pod względem katolickiego duszpasterstwa wojskowego na parafie wojskowe | Podział obszaru RP pod względem katolickiego duszpasterstwa wojskowego na parafie wojskowe | Podział obszaru RP pod względem katolickiego duszpasterstwa wojskowego na parafie wojskowe | Podział obszaru RP pod względem katolickiego duszpasterstwa wojskowego na parafie wojskowe |
| Nazwa parafii wojskowej                                                                    | Siedziba proboszcza wojskowego                                                             | Parafia obejmowała powiaty                                                                 | Parafia obejmowała powiaty                                                                 |
| ------------------------------------------------------------------------------------------ | ------------------------------------------------------------------------------------------ | ------------------------------------------------------------------------------------------ | ------------------------------------------------------------------------------------------ |
| Parafia św. Kazimierza                                                                     | Brześć nad Bugiem                                                                          | brzeski, bielsko-podlaski, włodawski                                                       |                                                                                            |
| Parafia Najświętszego Serca Pana Jezusa                                                    | Siedlce                                                                                    | siedlecki, łukowski                                                                        |                                                                                            |
| Parafia św. Krzyża                                                                         | Biała Podlaska                                                                             | bialski, konstantynowski                                                                   |                                                                                            |
| Parafia św. Antoniego Padewskiego                                                          | Baranowicze                                                                                | baranowicki, nieświeski, stołpecki                                                         |                                                                                            |
| Parafia Nawiedzenia NMP                                                                    | Słonim                                                                                     | słonimski, nowogródzki                                                                     |                                                                                            |
| Parafia św. Piotra i Pawła                                                                 | Prużana                                                                                    | prużański, kosowski                                                                        |                                                                                            |
| Parafia św. Jacka                                                                          | Kobryń                                                                                     | kobryński, drohiczyński                                                                    |                                                                                            |
| Parafia św. Stanisława Kostki                                                              | Pińsk                                                                                      | piński, łuniniecki, stoliński                                                              |                                                                                            |

## Władze lokalne
- Komenda Miasta Brześć n. B.
- Komenda Obozu Ćwiczeń Brześć n. B.
- Komenda Obozu Ćwiczeń Leśna (do 1939)
- Komenda Placu Baranowicze
- Komenda Placu Biała Podlaska
- Komenda Placu Prużana
- Komenda Placu Siedlce
- Komenda Placu Słonim